# Lygodactylus bivittis
Lygodactylus bivittis (крихітний лускатий гекон) — вид геконоподібних ящірок родини геконових (Gekkonidae). Ендемік Мадагаскару. Раніше цей вид відносили до монотипового роду Microscalabotes, однак за результатами дослідження 2010 року він був переведений до роду Lygodactylus.

## Поширення і екологія
Крихітні лускаті гекони поширені на північному сході острова Мадагаскар, від Сави до Алаотри-Мангоро. Вони живуть у незайманих вологих тропічних лісах, на висоті від 300 до 1000 м над рівнем моря. Ведуть денний, деревний спосіб життя. Відкладають яйця.

## Збереження
МСОП класифікує цей вид як вразливий. Крихітним лускатим геконам загрожує знищення природного середовища. 